# Syllimnophora altaneira
Syllimnophora altaneira är en tvåvingeart som först beskrevs av Albuquerque 1954.  Syllimnophora altaneira ingår i släktet Syllimnophora och familjen husflugor. Inga underarter finns listade i Catalogue of Life.